# ادیت سورئال
ادیت سورئال (به انگلیسی: Edith Surreal) ورزشکار کشتی کج آمریکایی است.
او یک زن ترنس است. او در سال ۲۰۲۰ آشکارسازی کرد.